# Nhà ga Bang Chak
Nhà ga Bang Chak (tiếng Thái: สถานีบางจาก) là một nhà ga tại phó huyện Bang Chak, thành phố Phetchaburi, Phetchaburi. Nó là nhà ga hạng 3 nằm cách 143,901 km (89,4 mi) từ Nhà ga Thon Buri.

## Dịch vụ
- Ordinary 251/252 nút giao Bang Sue-Prachuap Khiri Khan-nút giao Bang Sue
- Ordinary 254 Lang Suan-Thon Buri